# Stirling III BK778
Stirling III BK778 var et engelsk bombe- og minelægningsfly, der styrtede ned i Danmark ved Beerstedgård syd for Thisted den 4. november 1943. Dette skete i forbindelse med den samme mineudlægningsoperation til Østersøen, hvor Stirling III BF461 styrtede ned ved Kallerup omkring 2 km mod nord.
Alle om bord på Stirling III BK778 blev dræbt. Seks dræbte besætningsmedlemmer blev begravet i Frederikshavn den 13. november 1943. Af det syvende besætningsmedlem, Sgt Copeland, blev der aldrig fundet noget spor.